# Jesus-Kirche (Berlin-Kreuzberg)

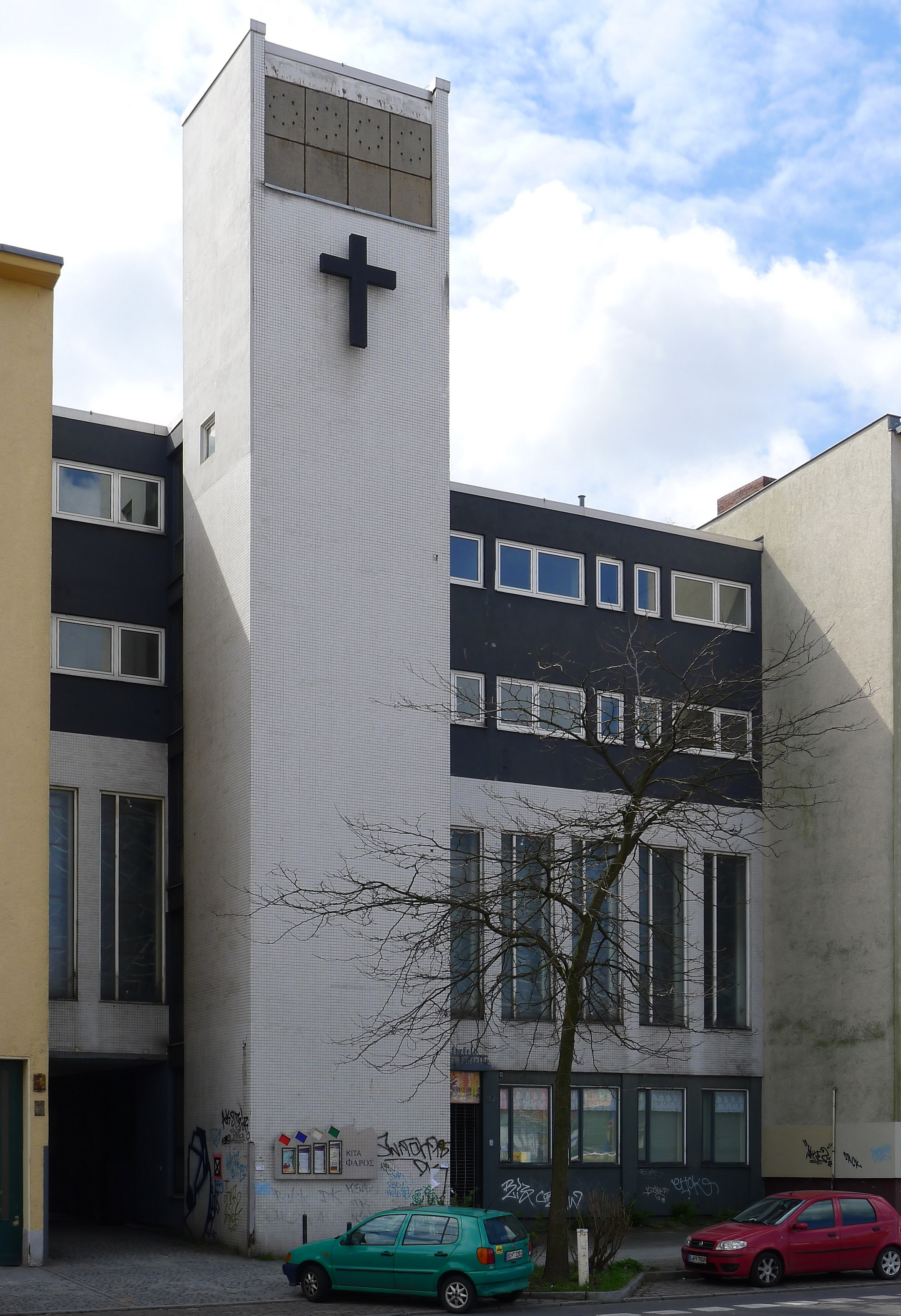
Jesus-Kirche, 2013

Die Jesus-Kirche ist eine ehemalige Kirche der Evangelischen Kirche Berlin-Brandenburg-schlesische Oberlausitz in der Kreuzbergstraße 47 im Berliner Ortsteil Kreuzberg des heutigen Bezirks Friedrichshain-Kreuzberg. Sie wurde 1960/1961 nach Entwürfen von Harald Franke für die Jesus-Gemeinde errichtet und bis 1998 von dieser und danach bis 2004 von der freikirchlichen Taborgemeinde für Gottesdienste genutzt. Nach längerem Leerstand wurde die Kirche im Mai 2014  in einem Gottesdienst entwidmet. Die Kirche wurde verkauft und in Wohnungen umgewandelt.

## Geschichte

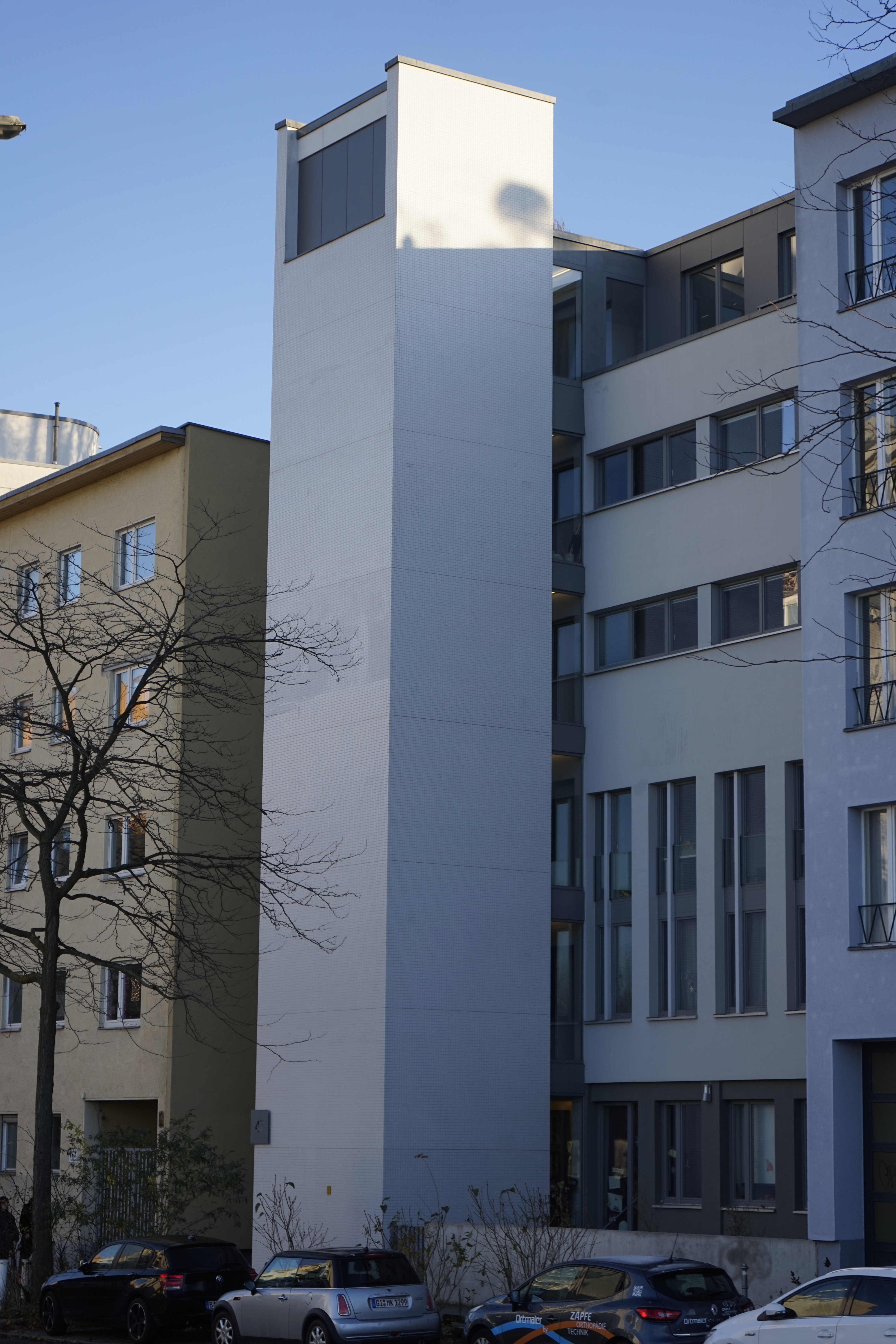
Ansicht nach dem Umbau, 2024

Im Jahr 1871 entstand die Freie Evangelisch-Lutherische Jesus-Gemeinde, die auf den am 13. Dezember 1867 gegründeten Verein der Freunde Zions zurückging. Für diesen Verein wurde am 31. Mai 1868 eine Kapelle in der Alexandrinenstraße 11 eingeweiht, die 500 Personen Platz bot. Die Jesusgemeinde war von der Evangelischen Landeskirche in Preußen unabhängig. Als die Kapelle zu klein geworden war, ließ die Jesusgemeinde auf dem Hof eines gewöhnlichen Mietshauses in der Wassertorstraße 37a eine größere Kirche errichten, eine dreischiffige Hallenkirche aus gelblichen Backstein, die am 4. Juni 1876 eingeweiht wurde. Sie hatte 850 Sitzplätze, fasste aber bis zu 1000 Menschen. Dieser Bau wurde im Zweiten Weltkrieg am 3. Februar 1945 zerstört. Bis zur Fertigstellung ihrer neuen Kirche in der Kreuzbergstraße 47 benutzte die Jesusgemeinde, den Saal der Berliner Stadtmission an der Lenaustraße in Neukölln. Die Grundsteinlegung der neuen Jesus-Kirche wurde am 31. Juli 1960 gefeiert, ihre Einweihung erfolgte am 9. Juli 1961. Im November 1960 ist die Jesus-Gemeinde, nach Trennung von der Stadtmission, durch Übernahme von Teilen des Gebiets der Passions-Gemeinde zu einer eigenen Gemeinde innerhalb der evangelischen Landeskirche geworden. Bis zu ihrer Fusion mit der Christusgemeinde 1998 blieb die Jesus-Gemeinde finanziell selbstständig. Seit der Fusion wurde das Kirchengebäude bis 2004 von der freikirchlichen Taborgemeinde genutzt. Seitdem stand es leer. Am 4. Mai 2014 wurde die Kirche nach Beschluss des Gemeindekirchenrates in einem Entwidmungsgottesdienst durch den zuständigen Superintendenten des Kirchenkreises Berlin-Stadtmitte Berthold Höcker entwidmet und dadurch als Kirchengebäude aufgegeben. In einer Prozession trugen Gemeindeglieder Altarkreuz, Altarbibel, Abendmahlsgeräte und Paramente in die Christus-Kirche, in der die Tradition der Jesus-Kirche fortleben wird. Eine Baugemeinschaft erwarb das Gebäude und wandelte es in Eigentumswohnungen um.

## Baubeschreibung

### Kirche
Der Baukörper, ein Stahlbeton-Skelettbau, ist von der Baulinie zurückgesetzt und hat einen rechteckigen, quer zur Straße liegenden Grundriss. Das Schiff der Saalkirche liegt im zweiten Obergeschoss des Gebäudes. Darüber befinden sich zwei Wohngeschosse, die zur Straße Fenster und zum Hof Loggien haben, darunter ist der Jugendraum. Die Rahmen und Balken des Tragwerks im Bereich der Fassade des Kirchenschiffs mit kleinen weißen Keramikfliesen verkleidet. Die übrigen Wandflächen zwischen den Fenstern sind dunkel verputzt.
Im Inneren steht auf einer Estrade vor den Fenstern zur Straße der Altar, daneben, seitlich vor der Wand zwischen den Fenstergruppen, die Kanzel, auf der anderen Seite das Taufbecken. Die Bänke des Kirchengestühls sind leicht winklig mit Blickrichtung zum Altar hin angeordnet.

### Glocken
Der Glockenturm, ebenfalls mit weißen Fliesen verkleidet, liegt vor dem Gebäude an der Straße, ist mit diesem jedoch verbunden. In ihm befinden sich das Treppenhaus und eine Aufzugsanlage zu den oberen Stockwerken. In seiner Glockenstube hing ein Geläut aus drei Bronzeglocken, das 1962 von der Glocken- und Kunstgießerei Rincker hergestellt wurde.
| Schlagton | Gewicht (kg) | Durchmesser (cm) | Höhe (cm) | Inschrift                                   |
| --------- | ------------ | ---------------- | --------- | ------------------------------------------- |
| gis'      | 536          | 96               | 80        | NUR TREU! NUR SELIG! + GLAUBE.              |
| h'        | 354          | 85               | 73        | MEIN GOTT, DU BIST MEIN GOTT! + HOFFNUNG.   |
| cis"      | 242          | 76               | 57        | HERR, DEIN LEBEN KANN NICHT ENDEN! + LIEBE. |

Nach der Entwidmung als Kirchengebäude wurde das Geläut am 29. April 2015 ausgebaut.

### Gemeindesaal
Auf dem Hof des Grundstücks befand sich ein Gebäude, das an die Brandwand des Nachbarhauses grenzte. Früher diente es als Ballsaal, später als Lagerhaus. Dieses Gebäude baute der Architekt um und versah es mit einem Sheddach. Es wurde nach dem ersten Pastor der Gemeinde Georg-Wilhelm-Schulze-Haus benannt. Der Gemeindesaal war vielfältig verwendbar, da er eine Bühne besitzt. Er wurde in den 1960er Jahren zunächst vom Theater am Kreuzberg, später von der Kleinen Oper Kreuzberg genutzt. An der Seitenfront befinden sich vor den Ausgängen drei schräg angesetzte Treppen. Ursprünglich hatte das Gebäude, abgesehen vom Treppenhaus, nur unterhalb der Dachtraufe rautenförmige Fenster. Später wurden große Fenster in die Seitenfront gebrochen. Jetzt steht das erneut umgebaute Gebäude einem Kindergarten zur Verfügung.